# Hinrich Swieter
Hinrich Swieter (* 28. Juni 1939 in Grimersum; † 19. Juli 2002 in Norden) war ein deutscher Politiker (SPD). Er war Landrat des Landkreises Aurich und niedersächsischer Finanzminister.

## Leben
Swieter besuchte bis 1956 die Volks- und die Handelsschule. Danach absolvierte er eine Ausbildung und war anschließend als Industriekaufmann bei der Energieversorgung Weser-Ems AG in Oldenburg beschäftigt. Im Jahr 1964 trat er der SPD bei. Fünf Jahre später wurde er in den SPD-Unterbezirksvorstand Norden gewählt und gehörte nach den durch die Kommunalreform bedingten Umstrukturierungen dem Unterbezirksvorstand Aurich an. Im Jahr 1972 wurde im Zuge der Gebietsreform die bis dahin selbstständige Gemeinde Westermarsch Stadtteil von Norden. Swieter wurde Mitglied im Rat der Stadt Norden, dem er bis zu seinem Tod angehörte. Außerdem wurde er zum Stellvertretenden Bürgermeister und SPD-Fraktionsvorsitzenden gewählt. 1976 wurde Swieter Landrat des Landkreises Norden, nach der Zusammenlegung der Landkreise Norden und Aurich 1978 Landrat des Landkreises Aurich.
Swieter zog am 21. Juni 1982 in den Landtag von Niedersachsen ein, dem er von der zehnten bis zum Ende der zwölften Wahlperiode am 20. Juni 1994 angehörte. Von 1990 bis 1996 war er in dieser Zeit niedersächsischer Landesminister für Finanzen. Swieter war außerdem Vorsitzender des Verwaltungsrates der Kreis- und Stadtsparkasse Norden und Mitglied des Aufsichtsrates der Bremer Landesbank.